# Collegiata-Kirche (Bormio)

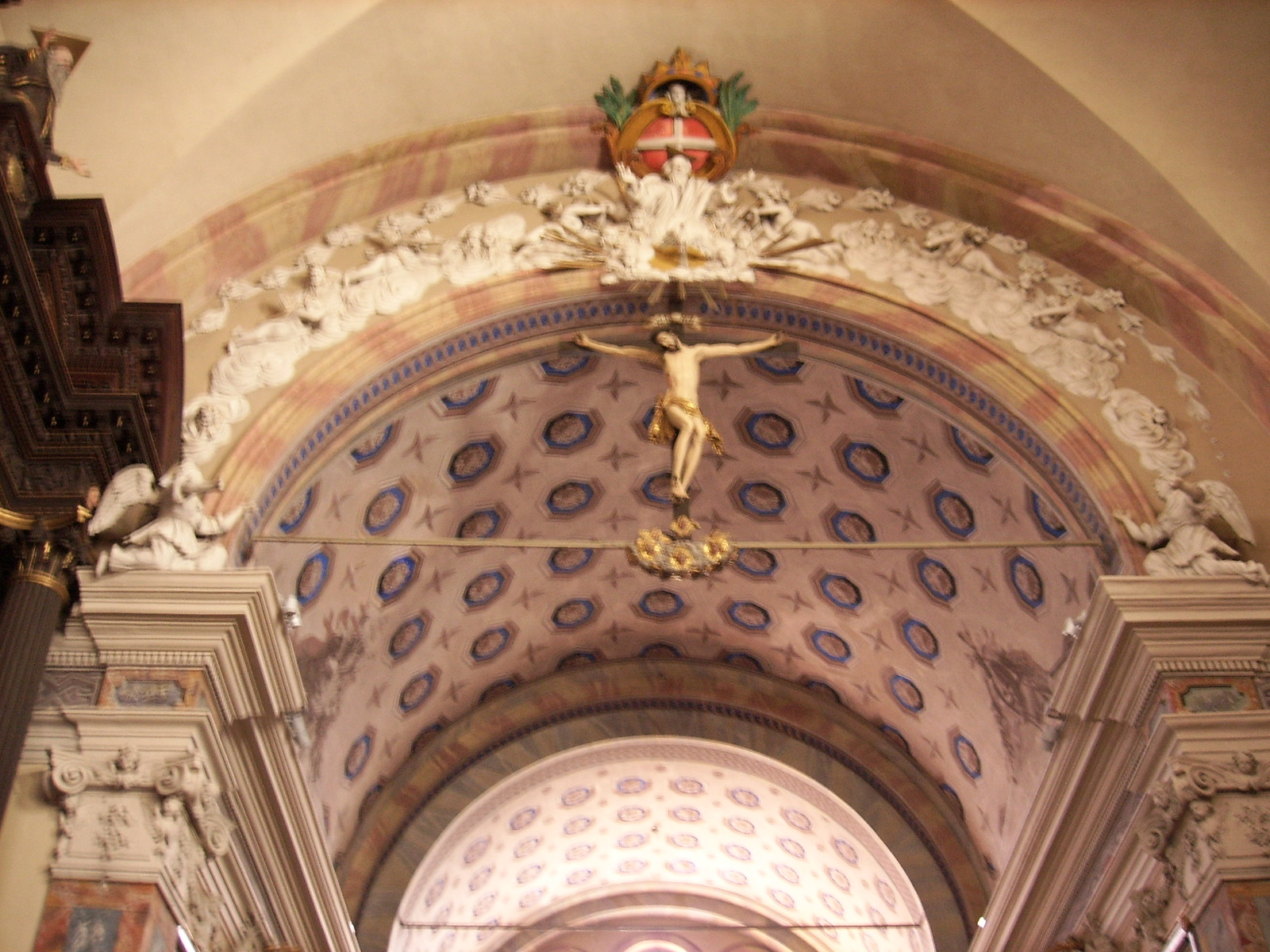
Gewölbefresko in der Collegiata-Kirche

Die Collegiata-Kirche (ital.: Collegiata dei Santi Gervasio e Protasio) ist eine bekannte Kirche in Bormio, Italien. Sie ist den Schutzpatronen der Stadt, den Heiligen Gervasius und Protasius gewidmet.

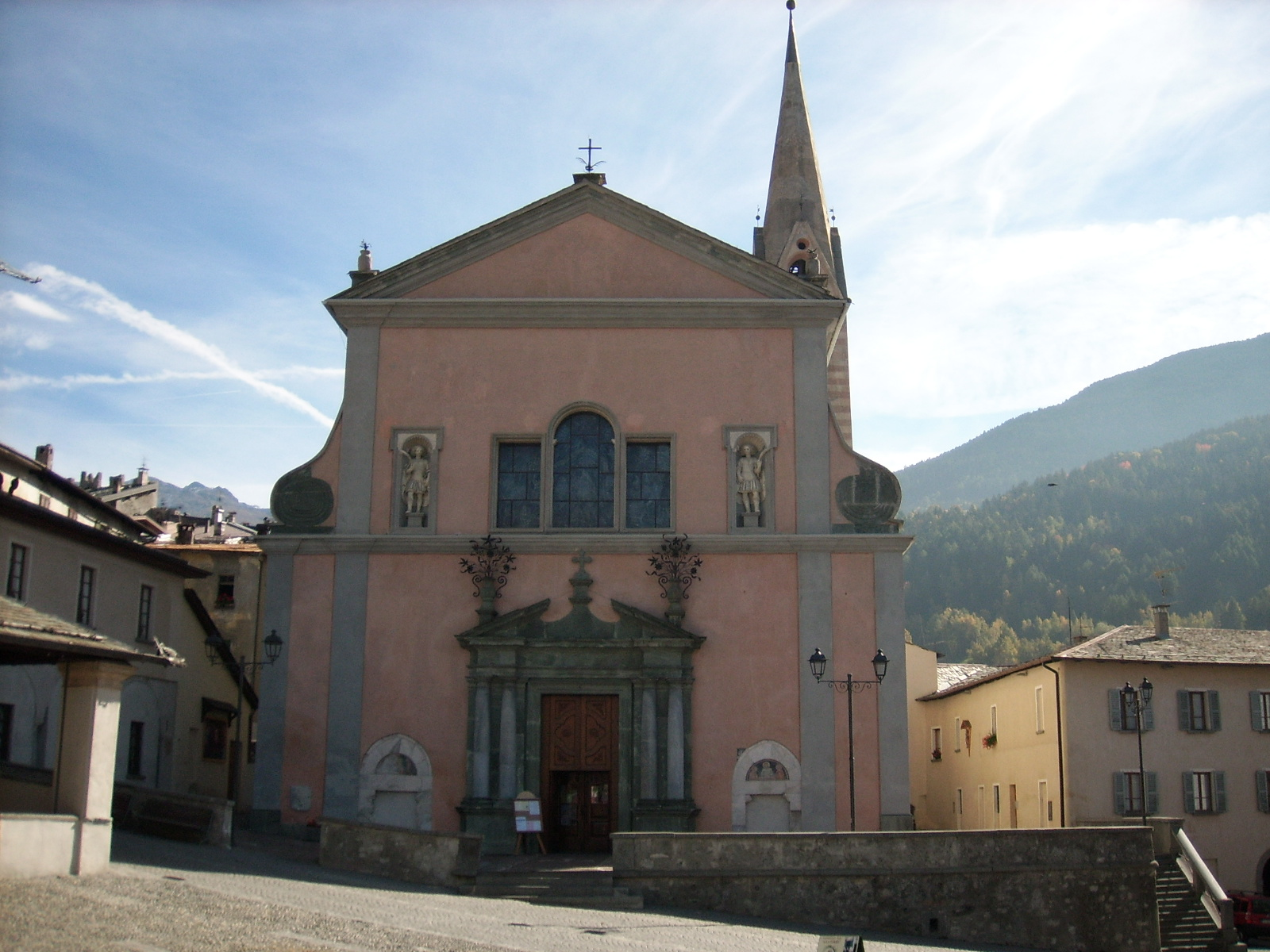
Außenansicht der Collegiata-Kirche

Die Collegiata-Kirche wurde erstmals im 9. Jahrhundert errichtet, dann aber erneut wiederaufgebaut, nachdem sie bei einem Brand im Jahre 1621 fast zerstört wurde. Gaspare Aprile aus Carona TI, Baumeister und Unternehmer, baute 1628–1640 die neue Stiftskirche. Von dem ursprünglichen Gebäude ist bis auf einige Fresken nur wenig übrig geblieben. Besonders bekannt ist das sehr gut erhaltene Fresko am Bogen des Gewölbes. Es stellt Jesus Christus in Mandorla zwischen den Evangelisten, den Propheten und den Aposteln dar. Der Maler des Freskos, das 1393 datiert ist, ist unbekannt. Außerdem gehören zur alten Kirche die zwei weißen, seitlichen Marmorportale neben dem Haupteingang – nur von außen zu sehen – mit Fresken aus dem 13. Jahrhundert in den Lünetten, die die heilige Jungfrau Maria zusammen mit dem Heiligen Protasius zeigen.
In der Kirche gibt es eine Reihe schöner kunsthandwerklicher Arbeiten in typischem Barock-Stil. Hierzu zählt eine weite Apsis sowie acht seitliche Kapellen, die interessante Gemälde und Holzschnitzarbeiten von lokalen Künstlern beherbergen. Besonders hervorzuheben ist die hölzerne Orgel aus dem 17. Jahrhundert mit reichen Blumenverzierungen und Schnitzereien sowie den Bildnissen von Gervasius und Protasius.